# Mapudungun
Mapudungun is een taal die wordt gesproken door de Mapuche (mapu betekent 'aarde’ en ‘che’ ‘mensen’) in Centraal Chili en in West-Centraal Argentinië.
De naam Mapudungun komt uit het Mapudungun zelf; dungun betekent ‘spreken’. De taal is ook bekend onder de namen Mapudungu, Mapuche en Araucano (de naam die gegeven werd door de Spanjaarden en die soms een negatieve connotatie heeft). Het aantal sprekers is ongeveer 440.000, waarvan 320.000 in de Centrale Vallei van Chili en 120.000 in de Argentijnse regio Patagonië. Ongeveer 200.000 mensen spreken de taal regelmatig. Er zijn drie dialecten: Moluche (Ngoluche, Manzanero), Picunche en Pehuenche, die onderling goed verstaanbaar zijn. Het Mapudungun kent een SVO (subject-verb-object) woordvolgorde. Quechua en Spaans hebben invloed op het lexicon van Mapudungun.
Mapundungun kent weinig bescherming en promotie. Dit ondanks de toewijding van de Chileense overheid die de situatie probeert te verbeteren en volledige toegang probeert te scheppen tot onderwijs in Mapuchegebieden.

## Classificatie
Er is nu een redelijke consensus onder wetenschappers dat het Mapudungun een isolaat is, een taal zonder bekende verwanten. Maar het werd eerder door sommigen ingedeeld bij de Penutische talen van Noord-Amerika. Anderen groepeerden het bij de Andijnse Talen (Greenberg 1987, Key 1978) en weer anderen veronderstelden een verwantschap met de Mayatalen (Stark 1970, Hamp 1971). Croese (1989, 1991) heeft de relatie met het Arawak onderzocht.